# 小行星5927
小行星5927（英語：5927）是一颗围绕太阳公转的小行星。1938年4月19日，W. Dieckvoss在汉堡发现了此天体。
这颗小行星的绝对星等为218.17078等。